# Drużynowe mistrzostwa Rosji na żużlu
Drużynowe mistrzostwa Rosji na żużlu – rosyjskie rozgrywki ligowe w sporcie żużlowym, rozgrywane na torach klasycznych. Rozgrywki prowadzone są pod patronatem rosyjskiej federacji MFR. Organizowane od 1993 roku, ich historia wywodzi się z prowadzonych w latach 1962–1992 zmagań o drużynowe mistrzostwo ZSRR.